# Limpertsberg
Limpertsberg (Luxemburgs: Lampertsbierg) is een stadsdeel van Luxemburg in het noordwesten van Luxemburg. 
Limpertsberg behoorde tot de gemeente Eich, tot het in 1849 werd opgenomen in de gemeente Rollingergrund. Zowel Eich als Rollingergrund werden in 1920 ingelijfd door de stad Luxemburg. In 1779-1780 werd in Limpertsberg de Cimetière Notre-Dame aangelegd. Het Lycée des Arts et Métiers, het Lycée de garçons de Luxembourg en een deel van de Universiteit Luxemburg, waaronder het hoofdgebouw, bevinden zich in Limpertsberg.

## Geboren
- Paul Kellen (1881-1918), kunstschilder
- Jean-Théodore Mergen (1884-1942), beeldhouwer
- Gust van Werveke (1896-1976), journalist

Beggen · Belair · Bonnevoie-Nord-Verlorenkost · Bonnevoie-Sud · Cents · Cessange · Clausen · Dommeldange · Eich · Gare · Gasperich · Grund · Hamm · Hollerich · Kirchberg · Limpertsberg · Merl · Muhlenbach · Neudorf-Weimershof · Pfaffenthal · Pulvermühl · Rollingergrund-Belair Nord · Ville-Haute (Bovenstad, centrum) · Weimerskirch